# Reserva Natural de Yugansky

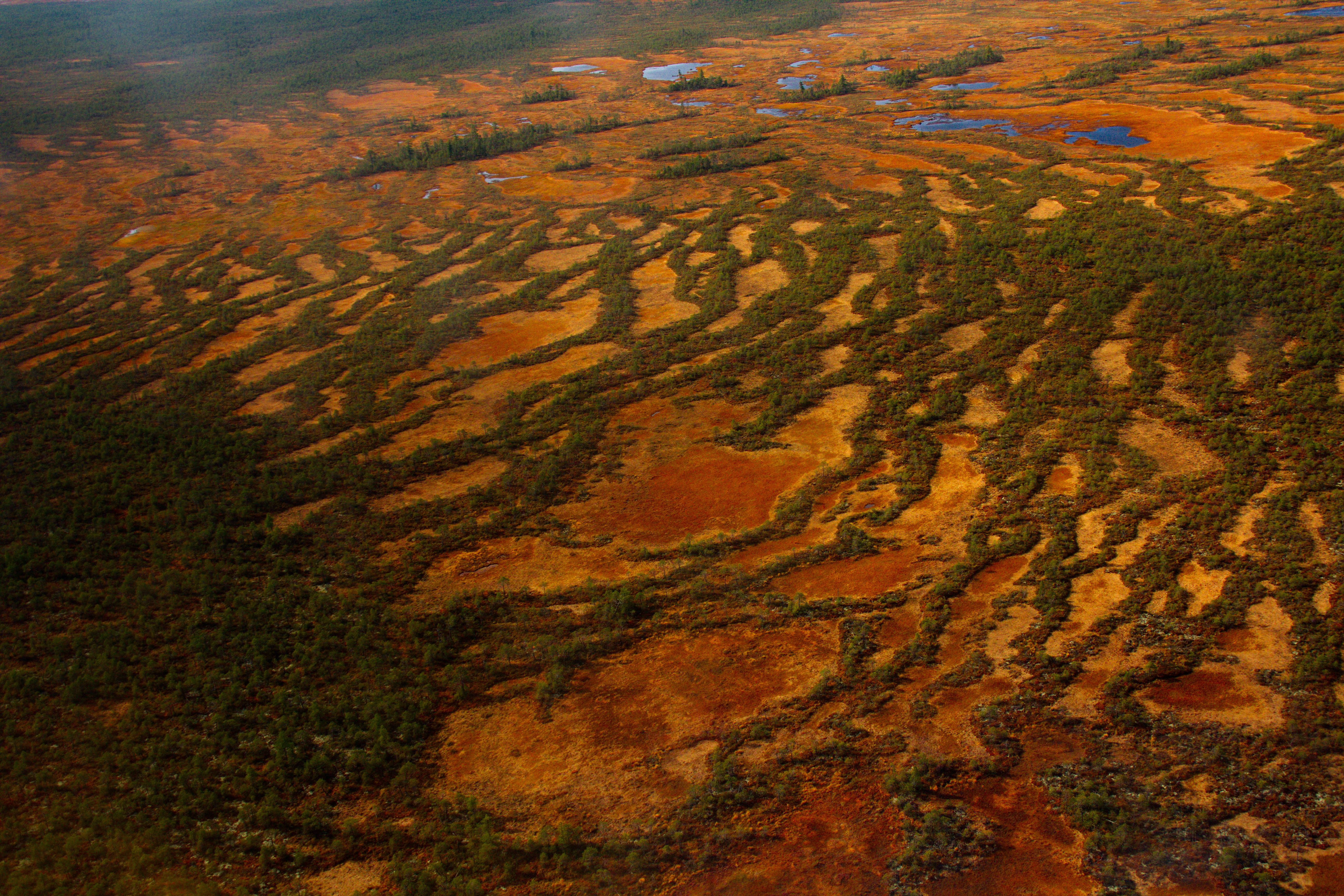
Vista aérea da Reserva Natural de Yugansky

A Reserva Natural de Yugansky (em russo:  Юганский) é uma área protegida na Rússia, localizada na bacia do rio Bolshoy Yugan, um tributário esquerdo do rio Ob. A reserva está na parte central da planície da Sibéria Ocidental, no lado sul das terras baixas do rio Ob. Está situada no distrito de Surgutsky, na República Mari El, a cerca de 500 quilómetros a norte da cidade de Omsk. Criada em 1982, cobre uma área total de 648 636 hectares.

## Topografia
Esta área protegida está localizada nas terras baixas Sredneobskaya. O terreno nesta área é quase na sua totalidade liso, com vales muito ligeiros criados por rios e vastos pantanais. Os bosques cobrem cerca de 64% da zona protegida, enquanto a floresta cobre 36%. A restante área é ocupada por pântanos.

## Clima e eco-região
A reserva é dominada pelo clima continental húmido, caracterizado pelos altos níveis de humidade no ar. A área está isenta de gelo, em média, 92 dias por ano, e a estação de crescimento é de 137 dias. O vento geralmente sopra no sentido sudoeste - nordeste e sul - norte.

## Flora e Fauna
O terreno de Yugansky é composto principalmente por planícies aluviais, cobertas por abetos e cedro. A flora da reserva é representada por cerca de 330 espécies de plantas vasculares, 107 musgos e 195 líquenes. A fauna de vertebrados é composta por 262 espécies. A maioria delas são aves (216 espécies), das quais 134 espécies fazem ninhos dentro dos limites da reserva. É a casa de cerca de 40 espécies de mamíferos, dos quais mais de metade são roedores. Os grandes mamíferos estão representados pelo urso, o lince, e o glutão; os herbívoros incluem os alces e as renas.

## Eco-turismo
Sendo esta área uma reserva natural estrita, ela encontra-se encerrada para a maior parte do publico geral, embora cientistas e entidades ligadas à "educação ambiental" possam organizar visitas à reserva. Existe um pequeno museu da natureza que é operado pela reserva, e foi aberto na vila de Ugut com o objectivo de providenciar educação ambiental. Existe também uma rota eco-turística que leva as pessoas até às zonas de pântano. O escritório da reserva encontra-se na vila de Ugut. A cidade mais próxima é Surgut, que fica a 300 quilómetros a norte.